# 西尔贝

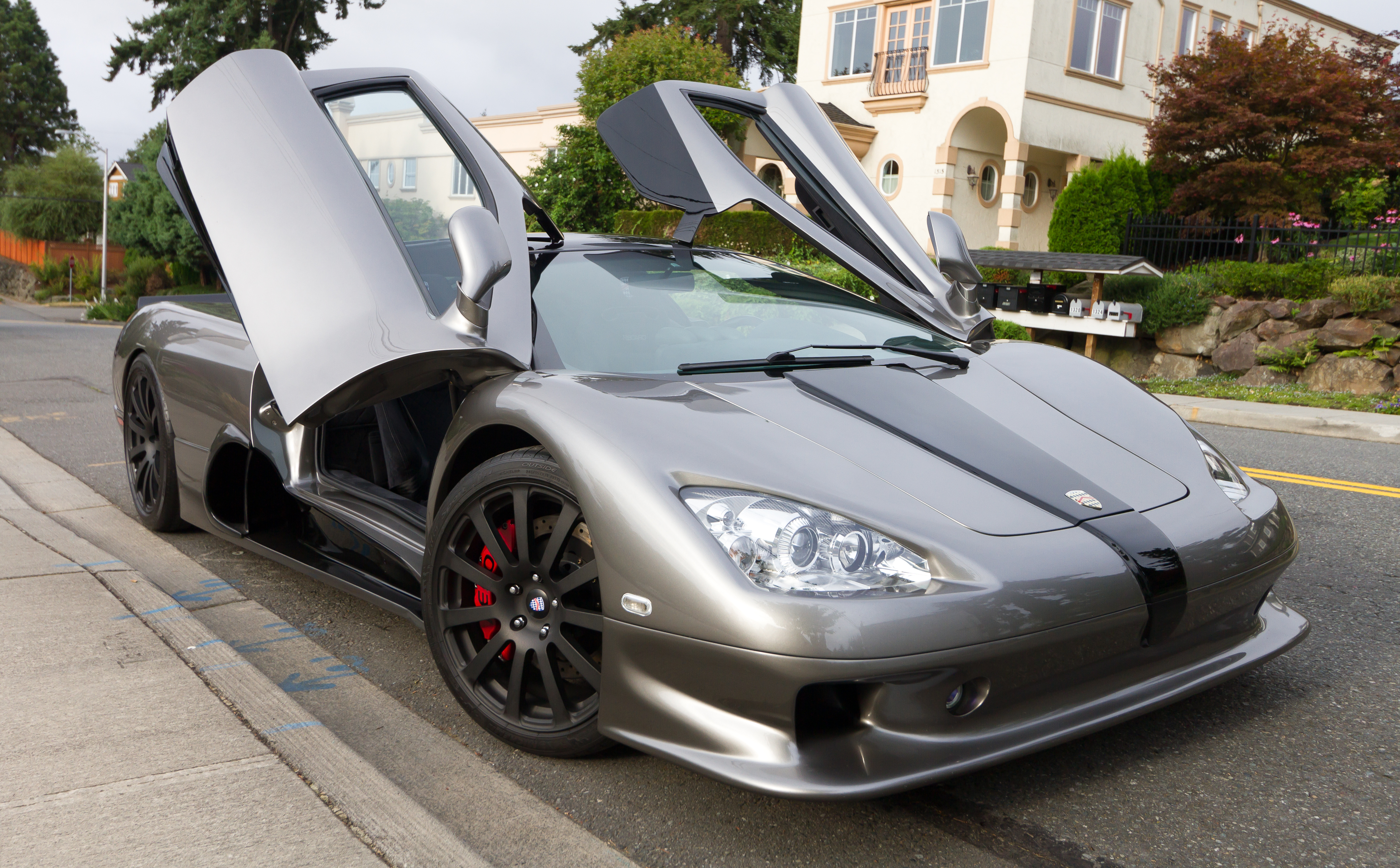
SSC Ultimate Aero XT

西尔贝（Shelby Supercars、簡稱SSC）），是一家總部設於美國華盛頓的超級跑車製造商，由傑羅德·謝爾比（Jerod Shelby）成立於1998年。